# Лесьниця (Вадовицький повіт)
Лесьниця (пол. Leśnica) — село в Польщі, у гміні Стришув Вадовицького повіту Малопольського воєводства.
Населення — 320 осіб (2011).

## Історія
У 1975-1998 роках село належало до Бельського воєводства, підпорядковувалося районній адміністрації у Вадовицях.

## Демографія
Демографічна структура станом на 31 березня 2011 року:
|          | Загалом | Допрацездатний вік | Працездатний вік | Постпрацездатний вік |
| -------- | ------- | ------------------ | ---------------- | -------------------- |
| Чоловіки | 166     | 43                 | 116              | 7                    |
| Жінки    | 154     | 29                 | 94               | 31                   |
| Разом    | 320     | 72                 | 210              | 38                   |